# Ogniwo paliwowe z kwasem fosforowym
Ogniwo paliwowe z kwasem fosforowym, PAFC (ang. phosphoric acid fuel cell) – rodzaj ogniwa paliwowego w którym jako elektrolit wykorzystuje się kwas fosforowy.
W związku ze swoją wielkością, masą oraz znacznym czasem rozruchu, znajdują powszechne zastosowanie w rozwiązaniach do stałej zabudowy. Zaletą tego typu ogniw jest wysoka sprawność, rzędu 80%. Temperatura pracy PAFC wynosi 150–200 °C. Ciepło uzyskiwane za pomocą tego ogniwa wykorzystuje się w kogeneracji.
Ogniwa fosforanowe opracowano w latach 80. XX w. Na początku XXI w. na świecie pracowało kilkaset jednostek tego typu, o mocach od 50 do 200 kW (te ostatnie o sprawności rzędu 37%).

## Budowa i zasada działania
Elektrolitem w ogniwach fosforanowych jest 100% kwas fosforowy (H
3PO
4), umieszczony w porowatym teflonowanym węgliku krzemu (SiC). Elektrody są wykonane z porowatego grafitu z domieszką platyny jako katalizatora. Para wodna powstająca na katodzie jest odprowadzana z nadmiarem utleniacza (O2 lub powietrza) i nie rozcieńcza elektrolitu.
Etapy reakcji zachodzących w ogniwie są następujące:
katoda: O
2 + 4H+
 + 4e−
 → 2H
2O
anoda: 2H
2 → 4H+
 + 4e−

Etapy pracy ogniwa PAFC:
1. absorpcja 1 cząsteczki tlenu na katodzie i 2 cząsteczek wodoru na anodzie,
2. jonizacja 2 atomów tlenu na katodzie i 4 atomów wodoru na anodzie,
3. migracja 4 protonów przez elektrolit od anody do katody,
4. rekombinacja na katodzie 2 jonów tlenu i 2 atomów wodoru do 2 jonów OH−, a następnie do 2 cząstek wody.

Zalety ogniw fosforanowych to: stosunkowo niska temperatura ich pracy – od 150 do 200 °C, tolerancja na CO2, który nie jest dla tych ogniw szkodliwy, a jedynie rozcieńcza elektrolit, oraz możliwość pracy w skojarzeniu – oprócz energii elektrycznej wytwarzają też ciepło.
Wadami tych ogniw jest: stosunkowo mała sprawność elektryczna, bo 37–42% jeżeli paliwem jest gaz ziemny, konieczność wstępnego reformowania paliwa z zewnętrznym urządzeniu oraz konieczność usuwania CO2 do poziomu 3–5%.
Reakcja konwersji paliwa do wodoru może przebiegać według jednego z dwóch mechanizmów:
- w egzotermicznym utlenianiu paliwa gazowego w obecności katalizatora wydziela się ciepło, które może być wykorzystane do podgrzewania czynnika grzewczego opuszczającego układ ogniw paliwowych. Z jednego mola metanu otrzymuje się dwa mole wodoru:

CH
4 + O
2 → CO
2 + 2H
2
- w endotermicznej reakcji reformowania parowego w obecności katalizatora niklowego przy ciśnieniu 0,1 MPa i temperaturze 750 °C, która stosowana jest w systemach o dużej mocy, ze względu na potrzebę dostarczania energii cieplnej w procesie konwersji. Z jednego mola metanu otrzymuje się cztery mole wodoru:

CH
4 + 2H
2O → CO
2 + 4H
2
W przypadku innych węglowodorów reakcje ich reformingu parą wodną można zapisać:
CxHy + 2xH2O → xCO2 + (2x + 0,5y)H2
Po usunięciu CO2, spalanie H2 na anodzie tlenem z powietrza odbywa się już w typowy dla ogniw paliwowych sposób.

## Przykłady elektrowni
- w 1977 r. na Manhattanie, w oparciu o ogniwa fosforanowe, uruchomiono elektrownię o mocy 1 MW i sprawności 38%;
- w 1991 roku w Tokio powstała największa swego czasu elektrownia tego typu na świecie – Tokyo Electric Power Company, o mocy 11 MW. Parametry ogniw pracujących w tej elektrowni są następujące: U = 0,75 V/ogniwo, I = 431 mA/cm², p = 0,82 MPa, t = 207 °C i gęstości mocy 0,323 mW/cm², a paliwem jest wodór uzyskany z konwersji metanu ze związków ropopochodnych (np. nafty)[1].